# Damien Crosse
Damien Crosse, né à Miami le 11 février 1982, est un acteur et réalisateur de film pornographique américain d'origine cubaine qui apparaît dans des films et des magazines pornographiques gays.
Avec son compagnon Francesco D'Macho, il a lancé en 2008 les Stag Homme Studios, un studio de pornographie gay basé à Madrid. Crosse et D'Macho se sont mariés en 2009, mais ils ont divorcé l'année suivante.
En France, il est connu pour figurer sur des couvertures de romans publiés aux éditions H&O.

## Vidéographie
- 2004 : Truck Stop Muscle (Pacific Sun Entertainment)
- 2006 : Breathless (Titan Media)
- 2006 : Cop Shack on 101 de Joe Gage (Titan Media)
- 2006 : Folsom Filth de Brian Mills (Titan Media)
- 2006 : Hitch (Titan Media)
- 2007 : Breakers (Titan Media)
- 2007 : Campus Pizza (Titan Media)
- 2007 : Command Post (Titan Media)
- 2007 : H2O (Titan Media)
- 2008 : Folsom Prison (Titan Media)
- 2008 : Home Bodies (Raging Stallion Studios)
- 2008 : Hotter Than Hell Part 1 (Raging Stallion Studios)
- 2008 : Mens Room III: Ozark Mtn. Exit 8 (Titan Media)
- 2008 : Telescope (Titan Media)
- 2008 : To The Last Man - Part 1 The Gathering Storm (Raging Stallion Studios)
- 2008 : To The Last Man - Part 2 Guns Blazing (Raging Stallion Studios)
- 2008 : Warehouse (Titan Media)
- 2009 : Stag Fight (Raging Stallion Studios)
- 2010 : Stag Reel (Raging Stallion Studios)
- 2010 : Stag Candy de Francesco D'Macho et Damien Crosse (Raging Stallion Studios)
- 2011 : Animus de Steve Cruz et Bruno Bond (Raging Stallion Studios)
- 2011 : Men in Love de Michael Lucas et mr. Pam (Lucas Entertainment)
- 2012 : Cock Riders (Lucas Entertainment)
- 2013 : Addicted (Raging Stallion Studios)
- 2013 : Sexo en Barcelona de Tony DiMarco (Raging Stallion Studios)
- 2014 : Gay of Thrones (Men.com)
- 2014 : Under My Skin (Raging Stallion Studios)
- 2015 : Sunstroked (Titan Media)
- 2015 : Batman vs Superman: A Gay XXX Parody (MEN.com)
- 2016 : Good Service (Lucas Entertainment)
- 2016 : Rough & Ready (CockyBoys)

## Récompenses et nominations
| Année | Prix          | Catégorie                  | Résultat   |
| ----- | ------------- | -------------------------- | ---------- |
| 2008  | GayVN Awards  | Best Solo                  | Nomination |
| 2008  | Grabby Awards | Hottest Cock               | Nomination |
| 2008  | Grabby Awards | Best Solo                  | Lauréat    |
| 2008  | Grabby Awards | Best Duo                   | Nomination |
| 2009  | XBIZ Awards   | GLBT Performer of the Year | Nomination |